# Хайновский, Владимир Николаевич
Владимир Николаевич Хайновский (15 июля 1901, с. Ожеги, Могилёвская губерния — 3 января 1984) — советский партийный деятель, работник промышленности, председатель Новосибирского горисполкома (1943—1946), директор Новосибирского (1946—1953) и Бердского (1953—1961) заводов радиодеталей.

## Биография
Родился в июле 1901 года в селе Ожеги Могилёвской губернии. Из семьи работника железной дороги. 
С 1915 по 1924 год — слесарь в депо на станции Тайга (Томская железная дорога). Проходил службу курсантом и помощником взвода.
Председательствовал в Пашковском сельсовете Тайгинского района Томского округа (1924—1925), райисполкоме и Тайгинском горсовете Томского округа (1925—1929), а также в окружном исполкоме и Минусинской окружной плановой комиссии (1929—1930).
В 1930—1936 годах учился в Томском индустриальном институте, затем работал ассистентом и секретарём парткома этого вуза (1936—1938), позднее — вторым секретарём Томского горкома партии и председателем исполкома Томского горсовета (1939—1941).
В 1941 году командирован в Новосибирск директором завода № 1 комбината № 179. В этом же году стал депутатом Новосибирского облсовета. В 1941—1942 годах трудился заместителем председателя Новосибирского облисполкома, с 1942 по 1943 — секретарём по местной и лёгкой промышленности Новосибирского обкома партии.
В 1943—1946 годах занимал пост председателя Новосибирского горисполкома. Позднее руководил Новосибирским (1946—1953) и Бердским (1953—1961) заводами радиодеталей.
Похоронен в Новосибирске на Заельцовском кладбище (квартал 23).

## Награды
Орден Трудового Красного Знамени (1945), медали.